# Wrocławki
Wrocławki (deutsch Wrotzlawken, 1942–45 Atzmannsdorf) ist ein Dorf der Landgemeinde Papowo Biskupie im Powiat Chełmiński in der Woiwodschaft Kujawien-Pommern, Polen. Wrocławki gehört zum Schulzenamt Niemczyk der Landgemeinde.
Das Dorf wurde im Mittelalter gegründet.